# 白川資英王
白川 資英王（しらかわ すけひでおう、延慶2年〈1309年〉 - 貞治5年〈1366年〉5月26日）は、鎌倉時代から室町時代前期にかけての日本の公卿。神祇伯在任中は資英王、伯の任にないときは白川資英と称す。

## 官歴
- 正和3年（1334年）：従五位上、侍従
- 元弘4年（1334年）：信濃守
- 建武3年（1336年）：左少将
- 建武4年（1337年）：正五位下、右少将
- 建武5年（1338年）：従四位下
- 暦応2年（1339年）：左中将
- 暦応4年（1341年）：弾正大弼、未意義中将
- 暦応5年（1342年）：従四位上
- 貞和3年（1347年）：正四位下
- 文和元年（1352年）：神祇伯（翌年まで）
- 文和2年（1353年）：従三位
- 延文3年（1358年）：正三位
- 延文5年（1360年）：従二位

## 系譜
- 父：白川資清王
- 子：白川顕邦王
- 子：白川顕英王